# Vella (planta)

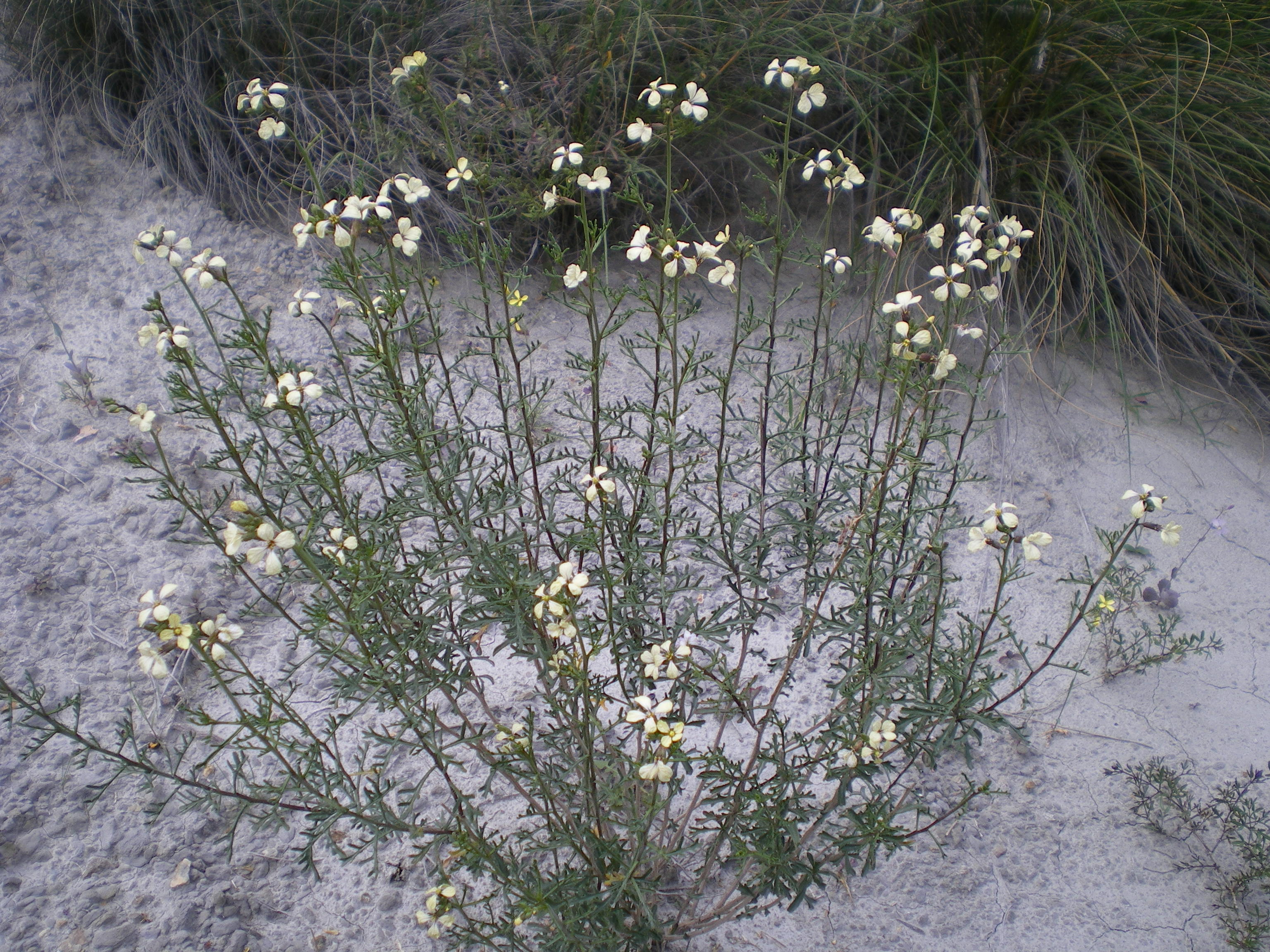
Vella bourgeana.

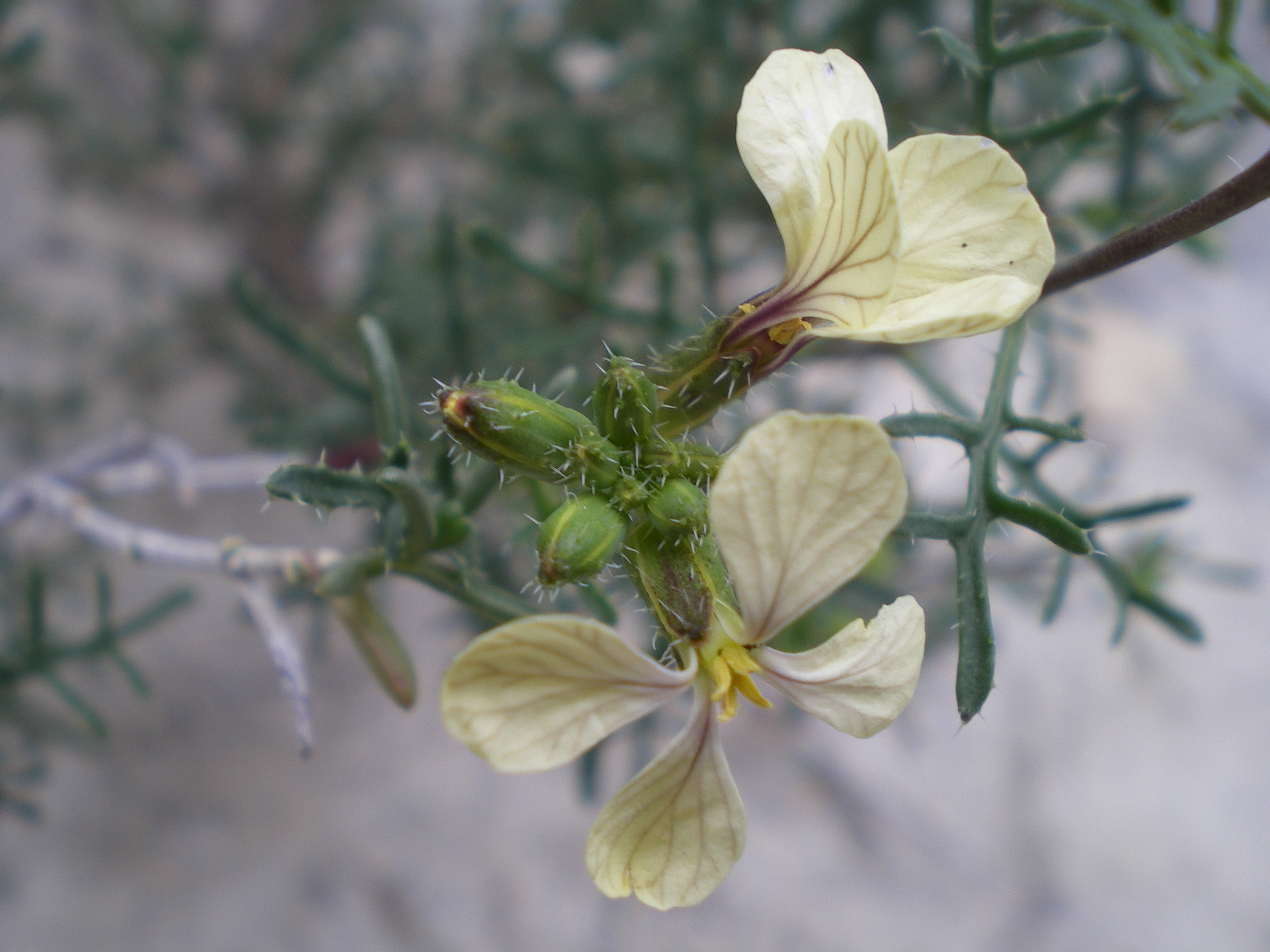
Flores de Vella bourgeana (detalhe).

Vella L. é um género de plantas com flor pertencente à família Brassicaceae, com 6 espécies validamente descritas. O género tem distribuição natural restrita às regiões costeiras do Mediterrâneo Ocidental.

## Descrição
O género Vella é um dos mais pequenos da família Brassicaceae, agrupando cerca de 6 espécies validamente descritas.
As espécies incluídas neste género são pequenos subarbustos espinhosos densamente ramificados, com folhas e caules recobertos por tricomas simples que lhes conferem uma coloração acinzentada.
As folhas são inteiras, sésseis, com lâminas que são mais estreitas na base, alargando em direcção ao ápice, terminando numa forma ovalada. As folhas apresentam células mirosínicas no mesófilo, de que resulta o cheiro pungente da planta quando esmagada.
Sépalas erectas. Pétalas com unha larga, amareladas, com nervação violácea. Filamentos dos estames internos soldados 2 a 2; anteras mucronadas. Nectários medianos muito pequenos, com os nectários  laterais semi-lunares. Gineceu estipitado; estigma decumbente, capitado-deprimido.
Os frutos são folículos endurecidos, em síliquas transversalmente articuladas, com o segmento inferior elipsoide, bilocular, com 1-2 sementes por cavidade e 2 valvas convexas trinervadas, e o segmento superior estéril, marcadamente comprimido e liguliforme, com 5 nervuras. As sementes são pêndulas, ápteras, de coloração cinzento-claro. Os cotilédones são conduplicados.
O género Vella é um endemismo das margens do Mediterrâneo ocidental, ocorrendo na Argélia, Marrocos e sul da Espanha.

## Espécies
O género Vella foi descrito por Carlos Lineu e publicado em Species Plantarum 2: 641. 1753. A espécie tipo é Vella pseudocytisus L. O género inclui as seguintes espécies:
- Vella glabrescens
- Vella anremerica (Lit. & Maire) Gómez-Campo
- Vella bourgaeana (Coss.) Warwick & Al-Shehbaz
- Vella lucentina M.B.Crespo
- Vella mairei Humbert
- Vella pseudocytisus L. (género tipo)
- Vella spinosa Boiss.

## Classificação lineana do género
| Sistema | Classificação                         | Referência               |
| ------- | ------------------------------------- | ------------------------ |
| Linné   | Classe Tetradynamia, ordem Siliculosa | Species plantarum (1753) |